# Christian von Steven
Christian von Steven (Fredrikshamn, 19 gennaio 1781 – Simferopol, 30 aprile 1863) è stato un entomologo e botanico russo di origine finlandese.

## Biografia
Steven ha studiato medicina all'Università di San Pietroburgo prima di lavorare in un centro per la produzione della seta nel Caucaso, dove ha iniziato come assistente, diventandone in seguito nel 1806 ispettore. Nel 1812 partecipò alla creazione di un giardino botanico a Nikita in Crimea, che diresse dal 1824. Dal 1826 al 1851 diresse una Magnaneria. Nel 1815 fu eletto membro dell'Accademia reale svedese delle scienze.
L'abbreviazione standard dell'autore Steven viene utilizzata come nome botanico.
Durante la sua vita ha raccolto un importante erbario che è depositato presso il Museo Botanico della Università di Helsinki.

## Opere
- Monographia Pedicularis, 1822.
- Verzeichnis der auf der taurischen Halbinsel wildwachsenden Pflanzen, 1856–1857.